# Waukechon (Wisconsin)
Waukechon es un pueblo ubicado en el condado de Shawano en el estado estadounidense de Wisconsin. En el Censo de 2010 tenía una población de 1021 habitantes y una densidad poblacional de 11,1 personas por km².

## Geografía
Waukechon se encuentra ubicado en las coordenadas 44°42′43″N 88°32′12″O / 44.71194, -88.53667. Según la Oficina del Censo de los Estados Unidos, Waukechon tiene una superficie total de 91.98 km², de la cual 90.84 km² corresponden a tierra firme y (1.24%) 1.14 km² es agua.

## Demografía
Según el censo de 2010, había 1021 personas residiendo en Waukechon. La densidad de población era de 11,1 hab./km². De los 1021 habitantes, Waukechon estaba compuesto por el 96.38% blancos, el 0.59% eran afroamericanos, el 1.76% eran amerindios, el 0.29% eran asiáticos, el 0% eran isleños del Pacífico, el 0% eran de otras razas y el 0.98% pertenecían a dos o más razas. Del total de la población el 0.49% eran hispanos o latinos de cualquier raza.